# Кормівська сільська рада
Кормівська сільська́ ра́да — адміністративно-територіальна одиниця та орган місцевого самоврядування в Первомайському районі Автономної Республіки Крим. Адміністративний центр — село Кормове.

## Загальні відомості
- Населення ради: 2 152 особи (станом на 2001 рік)

## Населені пункти
Сільській раді підпорядковані населені пункти:
- с. Кормове
- с. Тихонівка
- с. Чапаєве

## Склад ради
Рада складається з 16 депутатів та голови.
- Голова ради: Мурзін Василь Артемійович

### Керівний склад попередніх скликань
| Прізвище, ім'я, по батькові   | Основні відомості                                                         | Дата обрання | Дата звільнення |
| ----------------------------- | ------------------------------------------------------------------------- | ------------ | --------------- |
| Захаренко Євген Іванович      | Сільський голова, 1954 року народження, член Народної партії              | 26.03.2006   | 01.08.2006      |
| Кохановський Олег Миколайович | Сільський голова, 1970 року народження, член Народної партії              | 17.12.2006   | 31.10.2010      |
| Мурзін Василь Артемійович     | Сільський голова, 1957 року народження, освіта вища, член Партії регіонів | 31.10.2010   |                 |

Примітка: таблиця складена за даними сайту Верховної Ради України

### Депутати
За результатами місцевих виборів 2010 року депутатами ради стали:

#### За суб'єктами висування
| Суб'єкт висування | Кількість обраних депутатів | %    |
| ----------------- | --------------------------- | ---- |
| Самовисування     | 7                           | 43,8 |
| Партія регіонів   | 6                           | 37,5 |
| Народна партія    | 3                           | 18,8 |

#### За округами
| № округу        | Прізвище, ім'я, по батькові     | Дата визнання обраним | Освіта             | Партійна приналежність | Відомості про обраного депутата                              |
| --------------- | ------------------------------- | --------------------- | ------------------ | ---------------------- | ------------------------------------------------------------ |
| Народна Партія  |                                 |                       |                    |                        |                                                              |
| 7               | Куроєдова Маргаріта Аркадіївна  | 04.11.2010            | вища               | член Народної партії   | Кормівська сільська рада, секретар                           |
| 8               | Бередніков Олександр Андрійович | 04.11.2010            | середня спеціальна | член Народної партії   | МЧСП «Кресплод», механізатор                                 |
| 9               | Кравченко Петро Степанович      | 04.11.2010            | вища               | член Народної партії   | МЧСП «Кресплод», директор                                    |
| Партія регіонів |                                 |                       |                    |                        |                                                              |
| 3               | Савко Любов Васілівна           | 04.11.2010            | середня            | член Партії регіонів   | ПП «Галик», реалізатор                                       |
| 6               | Овсеюк Світлана Анатоліївна     | 04.11.2010            | середня спеціальна | член Партії регіонів   | Кормівська сільська рада, бухгалтер                          |
| 10              | Нурлаєва Аміде Тотай Османівна  | 04.11.2010            | середня спеціальна | член Партії регіонів   | Кормівська сільська рада, фахівець у справах молоді та семьї |
| 11              | Тимощук Олена Веніаминівна      | 04.11.2010            | середня спеціальна | член Партії регіонів   | поштове відділення, начальник                                |
| 15              | Васін Валерій В'ячеславович     | 04.11.2010            | середня            | член Партії регіонів   | МКП «Кормівськой комунальник», оператор                      |
| 16              | Гордієвич Марія Володимирівна   | 04.11.2010            | середня спеціальна | член Партії регіонів   | Кормівська сільська рада, охоронець                          |
| Самовисування   |                                 |                       |                    |                        |                                                              |
| 1               | Зайцева Ірина Олександрівна     | 04.11.2010            | середня            | позапартійна           | тимчасово не працює                                          |
| 2               | Собчук Григорій Володимирович   | 04.11.2010            | вища               | позапартійний          | ВАТ «Кирова», виконроб                                       |
| 4               | Логвиненко Віктор Леонідович    | 04.11.2010            | середня            | позапартійний          | ООО «Кіїв-Юг-Плюс», директор                                 |
| 5               | Колбаса Микола Васильович       | 04.11.2010            | середня            | позапартійний          | ВАТ «Кирова», водій                                          |
| 12              | Трошин Геннадій Олександрович   | 04.11.2010            | вища               | позапартійний          | Кормівська загальноосвітня школа, директор                   |
| 13              | Калькова Галина Власівна        | 04.11.2010            | середня            | позапартійна           | ВАТ «Кирова», помічник бригадира                             |
| 14              | Грицюк Олексій Іванович         | 04.11.2010            | середня            | позапартійний          | ВАТ «Кирова», тракторист                                     |